# أكبر تجمعات حضرية مسيحية من حيث عدد السكان
أكبر تجمعات حضرية مسيحية في العالم تتواجد في مدينة مكسيكو وساو باولو ومانيلا. أكبر مدينة كاثوليكية كبرى في العالم هي مدينة مكسيكو، أمّا أكبر تجمع حضري بروتستانتي (5.84 مليون) في العالم في منطقة سول العاصمة في كوريا الجنوبية، وتحتضن مدينة موسكو أكبر تجمع حضري أرثوذكسي شرقي في العالم. في حين تحتضن كل من أديس أبابا ويريفان على التوالي أكبر التجمعات الحضرية الأرثوذكسية المشرقية.
خارج العالم المسيحي أو الدول ذات الغالبية المسيحية تتواجد تجمعات مسيحيّة حضرية ضخمة منها في منطقة سول العاصمة (9.4 مليون)، ولاغوس، وطوكيو، والقاهرة (2 مليون)، وبكين، وجاكارتا (2.1 مليون)، ومومباي (871,000 نسمة)، وشانغهاي (644,500 نسمة)، وبيروت (603,000 نسمة) وكراتشي (560,000 نسمة). في الوطن العربي تضم مدينة القاهرة أكبر تجمع سكاني مسيحي، تليها بيروت ومدينة حلب.

## قائمة أكبر خمسة عشر تجمع حضري مسيحي
| مرتبة | مدينة             | صورة | تعداد السكان | تعداد السكان المسيحيين | الدولة           | المذهب السائد بين المسيحيين                              |
| ----- | ----------------- | ---- | ------------ | ---------------------- | ---------------- | -------------------------------------------------------- |
| 1     | مدينة مكسيكو      |      | 21٬600٬000   | 17,712,000             | المكسيك          | الكنيسة الرومانية الكاثوليكية                            |
| 2     | ساو باولو         |      | 21٬200٬000   | 17,025,720             | البرازيل         | الكنيسة الرومانية الكاثوليكية ثم البروتستانتية الإنجيلية |
| 3     | مانيلا            |      | 11٬855٬975   | 11,800,000             | الفلبين          | الكاثوليكية                                              |
| 4     | منطقة سول العاصمة |      | 25٬620٬000   | 9,479,400              | كوريا الجنوبية   | بروتستانتية ثم كاثوليكية                                 |
| 5     | نيويورك           |      | 23,484,225   | 9,288,000              | الولايات المتحدة | كاثوليكية ثم بروتستانتية                                 |
| 6     | بوينس آيرس        |      | 12٬801٬364   | 9,191,379              | الأرجنتين        | الكنيسة الرومانية الكاثوليكية                            |
| 7     | لوس أنجلوس        |      | 13٬131٬431   | 9,060,687              | الولايات المتحدة | كاثوليكية ثم بروتستانتية ومورمونية                       |
| 8     | ريو دي جانيرو     |      | 11٬973٬505   | 8,915,000              | البرازيل         | كاثوليكية ثم بروتستانتية إنجيلية                         |
| 9     | راين-رور          |      | 11٬470٬000   | 8,717,000              | ألمانيا          | كاثوليكية ثم بروتستانتية لوثرية                          |
| 10    | موسكو             |      | 15٬512٬000   | 7,833,560              | روسيا            | أرثوذكسية شرقية                                          |
| 11    | باريس             |      | 11٬978٬363   | 7,187,017              | فرنسا            | الكنيسة الرومانية الكاثوليكية                            |
| 12    | لندن              |      | 13٬614٬409   | 6,589,373              | المملكة المتحدة  | بروتستانتية أنجليكانية                                   |